# تپه چغامل و چغا کوچک
تپه چغامل و چغا کوچک مربوط به دوران پیش از تاریخ ایران باستان است و در شهرستان خرم‌آباد، شهرچغابل رومشکان واقع شده و این اثر در تاریخ ۳۰ تیر ۱۳۴۹ با شمارهٔ ثبت ۹۰۰ به‌عنوان یکی از آثار ملی ایران به ثبت رسیده است.